# Ремшайд

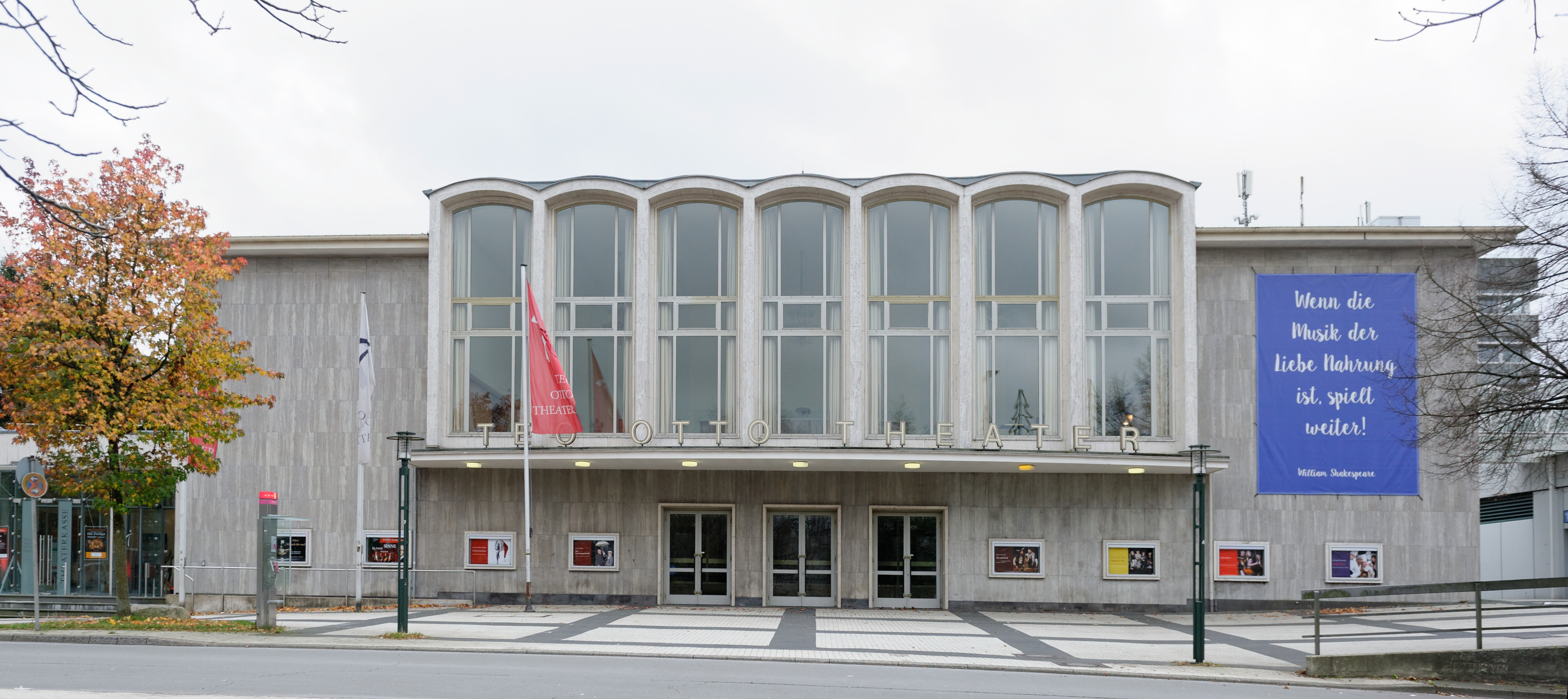
Тео-Отто-Театр

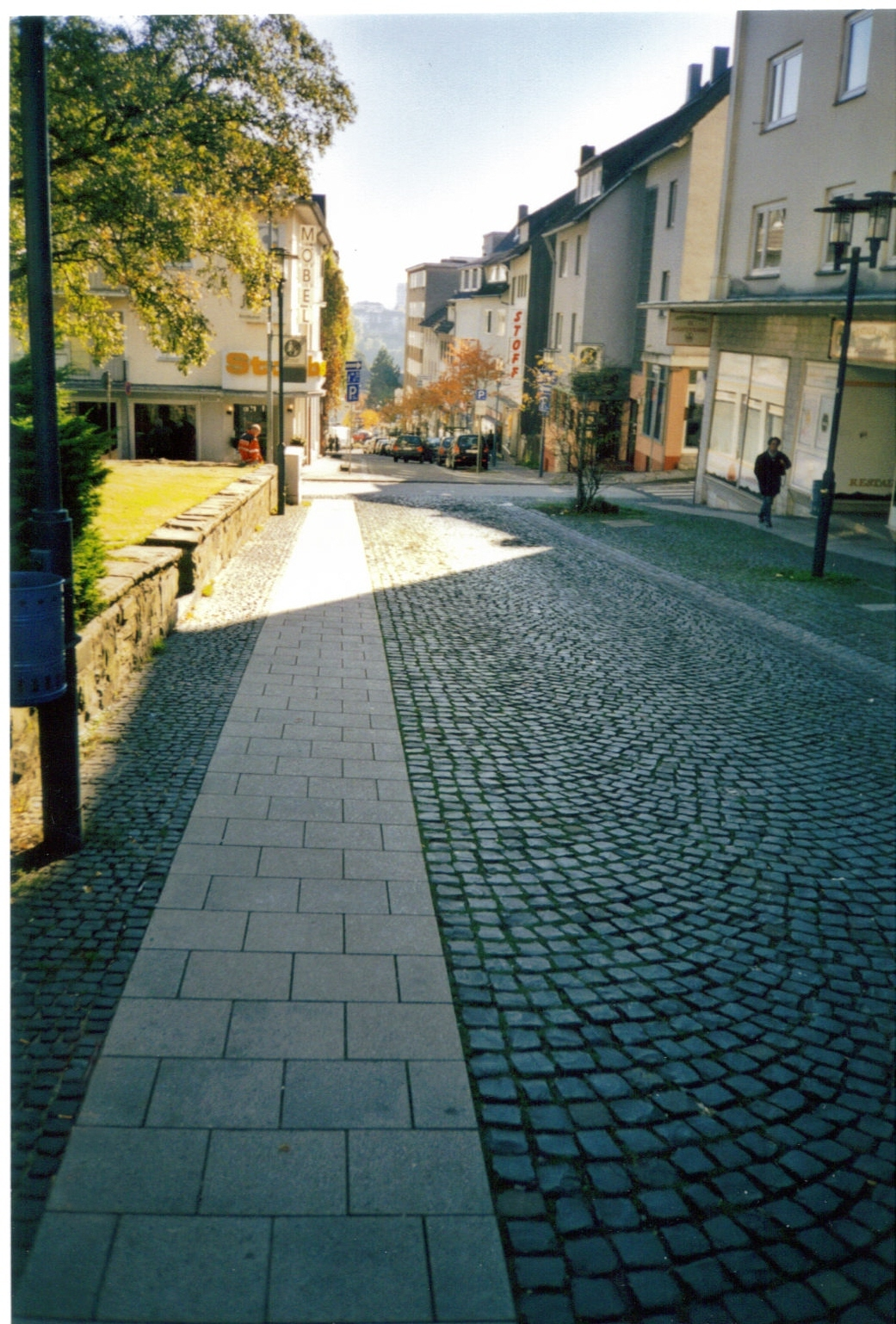
Колишня трамвайна лінія

Ремша́йд (нім. Remscheid) — місто в Німеччині, в землі Північний Рейн-Вестфалія.
Населення — 112,7 тис. жителів (2009); в 2000 р. — 120,1 тисяч.

## Історія
Місто Ремшайд, на думку істориків, було засноване в XII столітті й спершу належало до герцогства Берг. Перша згадка в історичних документах як Remscheit — за 1173/1189 рік. У назва міста дещо змінювалася: 1217 рік — Remissgeid, 1251 — Remscheid, 1308 — Renscheit, 1312 — Rymschyt, близько 1350 року — Rembscheidt, 1351 — Rymscheid, 1400 — Reymsceit, 1402 — Reymscheit, 1405 та 1407 — Rympscheit, 1413 — Remscheyt, 1441 — Remscheit та Remschett, 1487 — Reymscheyd і 1639 — Rembscheid.
Під час Наполеонівських воєн поселення з 1806 року входило до кантону Ронсдорф в окрузі Ельберфельд великого герцогства Клеве і Берг. Міське право Ремшайд одержав 1808 року, коли його населення становило 6135 чоловік. Бурхливий економічний розвиток Рурської області сприяв збільшенню населення Ремшайда. З 1815 року місто було під прусською владою й входило до Леннепського району. Місто Леннеп одержало міські права ще 1230 року й було великим торговельним центром і навіть входило до Ганзи. Проте в ході індустріалізації Ремшайд перегнав за розвитком та значенням місто Леннеп і з 1888 року вийшов зі складу Леннепського району й став вільним містом. 1893 року в Ремшайді з'явився трамвай.
1 серпня 1929 року відбулася адміністративна реформа, в ході якої місто Ремшайд було об'єднане з містами Леннеп та Люттрингаузен, нове урбанне утворення зберегло назву Ремшайд. Таким чином Ремшайд став великим містом з населенням понад 100 000 жителів.
Під час нацистського режиму з Ремшайду було вивезено в концентраційні табори близько 170 євреїв та 30 політичних противників режиму
Під час Другої світової війни Ремшайд зазнав значних руйнацій в ході авіаційних нальотів 31 липня 1943 року. У той день загинуло щонайменше 1000 чоловік та 6000 дістали поранення. 14-15 квітня 1945 року Ремшайд зайняли американські війська, яких ще в травні змінили британські військовики, що були дислоковані у місті до 1952 року. Повоєнна відбудова міста тривала до 1960-х років.
1975 року місто стало ще більшим після приєднання до нього Бергіш Борна.1986 року відкрився перший великий торговельний комплекс у центрі «Allee-Center Remscheid».
1988 року про Ремшайд писали всі німецькі газети після того, як 8 грудня на вулиці Штокдер Штрассе упав американський бомбардувальник типу A-10 Thunderbolt II, внаслідок чого загинуло 6 чоловік та 50 було поранено.

## Визначні місця
- Історичний центр міста Ремшайд.
- Старі міські центри в Леннепі (116 пам'яток архітектури) та Люттрінгхаузені.
- Тео-Отто-Театр (Teo-Otto-Theater).
- Міська ратуша (1906);
- Будинок Клефф (Haus Cleff) — один з найгарніших у місті. Тут розташований міський архів.
- Євангельська міська церква (Леннеп, XIII ст.).
- Мюнгстенський міст (найвищий сталевий міст Німеччини — 107 м).
- Наполеонівський міст (1846—1849).
- Німецький музей Рентгена (неподалік будинку, в якому народився Вільгельм Конрад Рентген).
- Музей текстилю (в районі Леннеп).
- Німецький музей інструментів.
- Міська картинна галерея.
- Міський парк (центр міста).

## Персоналії
Вальтер Гельд — німецький і норвезький троцькіст.